# Ammonificatie

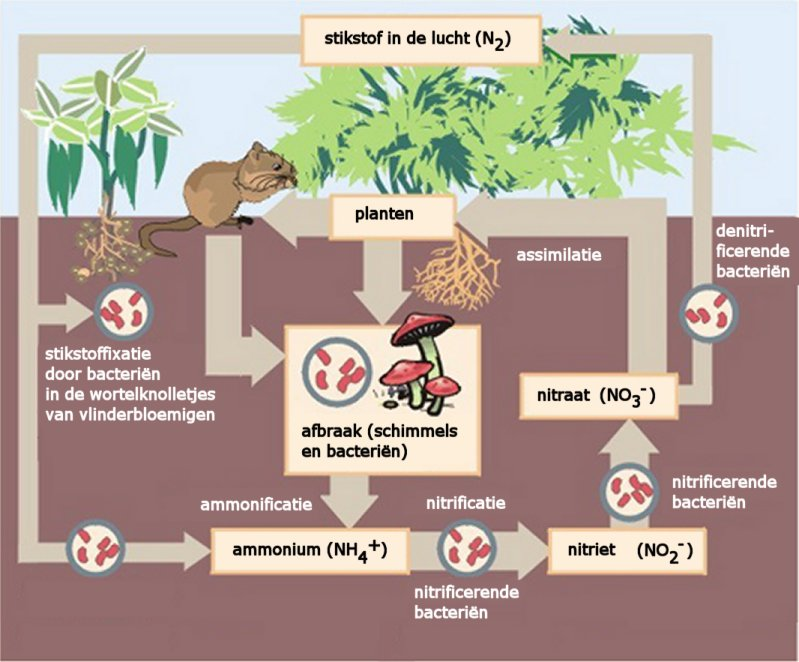
Vereenvoudigde weergave van de stikstofkringloop

Ammonificatie is een proces in de stikstofkringloop waarbij de meststof ureum door middel van bacteriën en dood organisch materiaal wordt omgezet in ammoniak. Met water reageert het tot ammonium. De omzetsnelheid is afhankelijk van de hoeveelheid vocht in, en de temperatuur van de bodem. De omzetting van ureum in ammonium duurt bij een bodemtemperatuur van 10 °C ongeveer twee dagen.
Ammonificatie treedt onder andere op wanneer dierlijke urine en stalmest tot drijfmest worden samengevoegd.